# سبنسر دي غري
سبنسر دي غري (بالإنجليزية: Spencer de Grey)‏ هو مهندس معماري بريطاني، ولد في 7 يونيو 1944 في فارنهام في المملكة المتحدة.